# Todd Boehly
Todd Lawrence Boehly (Estados Unidos, 20 de septiembre de 1973) es un empresario, inversor y filántropo estadounidense. Es cofundador, presidente, director ejecutivo y miembro controlador de Eldridge Industries, una sociedad de cartera con sede en Greenwich, Connecticut. También es el director ejecutivo interino de la Asociación de la Prensa Extranjera de Hollywood. El 30 de mayo del 2022, pasó a ser propietario parcial de Chelsea FC de la Premier League.

## Biografía
Todd Boehly, cuyos abuelos emigraron de Alemania, huyendo de la Segunda Guerra Mundial, asistió a la Escuela Landon en Bethesda, Maryland, y se graduó en 1991. Fue miembro del equipo de lucha libre de la escuela, ganó el campeonato de la I.A.C. en 1990 y 1991. En 2014, los directivos de la escuela Landon nombró a sus instalaciones Sala de lucha de la familia Boehly en honor a Boehly.
Se graduó de la Universidad de William & Mary en 1996 con un MBA en Finanzas. También estudió en la Escuela de Economía de Londres. Mientras estaba en la escuela de economía, Boehly comenzó a trabajar en Citibank y luego en First Boston, una sucursal de la Credit Suisse de Suiza.

## Carrera

### 1991-2015
Boehly pasó los primeros años de su carrera en Credit Suisse First Boston y J.H. Whitney y compañía.  Se incorporó a Guggenheim Partners en 2001, donde lanzó el negocio de inversión crediticia de la empresa, asumió la responsabilidad de su negocio de gestión de activos y se desempeñó como presidente.
A principios de 2013, Boehly lideró un acuerdo entre Time Warner Cable y Los Ángeles Dodgers para crear SportsNet LA, una red regional para transmitir todos los juegos de los Dodgers y la programación relacionada con los Dodgers. La transmisión desde la red propiedad del equipo comenzó con la temporada de béisbol del 2014.

### Chelsea
El 24 de mayo del 2022, los directivos de la Premier League, aprobaron la compra del club inglés, por el cual ya es el máximo dueño del club londinense.